# Вьера, Эбер
Эбер Уильямс Вьера да Силва (исп. Heber Williams Viera da Silva; род. 29 апреля 1979, Сальто) — уругвайский легкоатлет, специалист по бегу на короткие дистанции. Выступал на профессиональном уровне в 1996—2011 годах, чемпион Южной Америки, победитель иберо-американских чемпионатов, призёр Южноамериканских игр и других крупных международных стартов, действующий рекордсмен Уругвая в беге на 100 и 200 метров, участник трёх летних Олимпийских игр.

## Биография
Эбер Вьера родился 29 апреля 1979 года в городе Сальто, Уругвай.
Впервые заявил о себе на международном уровне в сезоне 1996 года, когда вошёл в состав уругвайской сборной и выступил на юниорском южноамериканском первенстве в Букараманге, где выиграл бронзовую медаль в беге на 100 метров, серебряную медаль в беге на 200 метров, занял шестое место в эстафете 4 × 400 метров.
В 1997 году на чемпионате Южной Америки среди юниоров в Сан-Карлосе завоевал серебряную, золотую и бронзовую награду в дисциплинах 100 метров, 200 метров и эстафете 4 × 100 метров соответственно. На юниорском панамериканском первенстве в Сан-Карлосе на дистанции 200 метров финишировал восьмым.
В 1998 году на юниорском южноамериканском первенстве в Кордове одержал победу в беге на 200 метров, стал пятым в эстафете 4 × 100 метров. На юниорском мировом первенстве в Анси остановился на стадии четвертьфиналов 200-метровой дисциплины, тогда как на Южноамериканских играх в Куэнке получил серебро.
В 1999 году на чемпионате Южной Америки в Боготе в беге на 100 метров выиграл бронзовую медаль и установил ныне действующий национальный рекорд Уругвая — 10,15, кроме того, взял бронзу в беге на 200 метров и занял четвёртое место в эстафете 4 × 100 метров. На Панамериканских играх в Виннипеге показал восьмой результат в 200-метровой дисциплине, на чемпионате мира в Севилье был дисквалифицирован.
В 2000 году на иберо-американском чемпионате в Рио-де-Жанейро финишировал шестым и четвёртым на дистанциях 100 и 200 метров. Благодаря череде удачных выступлений удостоился права защищать честь страны на летних Олимпийских играх в Сиднее, где выступил в тех же дисциплинах.
В 2001 году бежал 200 метров на чемпионате мира в помещении в Лиссабоне. На чемпионате Южной Америки в Манаусе трижды поднимался на пьедестал почёта: взял бронзу в беге на 100 метров и в эстафете 4 × 100 метров, получил серебро в беге на 200 метров. На чемпионате мира в Эдмонтоне дошёл до четвертьфинала.
На иберо-американском чемпионате 2002 года в Гватемале превзошёл всех соперников в 100-метровой дисциплине и стал серебряным призёром в дисциплине 200 метров, во втором случае установил ныне действующий национальный рекорд Уругвая на открытом стадионе — 20,46.
В 2003 году был дисквалифицирован на чемпионате мира в помещении в Бирмингеме, завоевал серебряную и золотую награды в беге на 100 и 200 метров на чемпионате Южной Америки в Баркисимето, финишировал пятым на Панамериканских играх в Санто-Доминго, стартовал на чемпионате мира в Париже.
В 2004 году на чемпионате мира в помещении в Будапеште установил ныне действующий рекорд Уругвая в беге на 200 метров в помещении — 21,36. Добавил в послужной список бронзовую награду, полученную на иберо-американском чемпионате в Уэльве. Принимал участие в Олимпийских играх в Афинах — на предварительном квалификационном этапе 200 метров показал время 20,94, чего оказалось недостаточно для выхода в следующую стадию соревнований.
На чемпионате Южной Америки 2005 года в Кали выиграл бронзовую и серебряную медали в дисциплинах 100 и 200 метров. Бежал 200 метров на чемпионате мира в Хельсинки.
В 2006 году на дистанциях 100 и 200 метров стал бронзовым и серебряным призёром на иберо-американском чемпионате Понсе. На южноамериканском чемпионате в Тунхе в тех же дисциплинах был дисквалифицирован и получил бронзовую награду соответственно.
В 2007 году в беге на 200 метров завоевал серебряную награду на чемпионате Южной Америки в Сан-Паулу, выступил на Панамериканских играх в Рио-де-Жанейро.
В 2008 году бежал 100 и 200 метров на иберо-американском чемпионате в Икике. На Олимпийских играх в Пекине в программе бега на 200 метров с результатом 20,93 не смог пройти дальше предварительного квалификационного этапа.
Завершил спортивную карьеру в 2011 году после выступления на чемпионате Южной Америки в Буэнос-Айресе.